# شهرستان روسو (مینه‌سوتا)
شهرستان روسو، مینه‌سوتا (به انگلیسی: Roseau County, Minnesota) شهرستانی در ایالات متحده آمریکا است که در مینه‌سوتا واقع شده‌است.